# Duse Nacaratti
Duse Eleonora Ribeiro Nacaratti (Cataguases, 22 de junho de 1933 — Rio de Janeiro, 23 de julho de 2009) foi uma atriz brasileira de teatro, cinema e televisão.
Nascida Duse Eleonora Ribeiro Naccarati, foi assim batizada por sugestão de seu avô, em homenagem à atriz italiana Eleonora Duse. Tornou-se estrela do chamado besteirol, movimento teatral carioca dos anos 1980. Também atuou em várias peças de Nélson Rodrigues, seu autor teatral preferido, a exemplo de Beijo no Asfalto (em 1967 e 2001), A Mulher sem Pecado (nos anos 1970 e em 2000) Vestido de Noiva e A Falecida (2008).
Morreu aos 76 anos, por insuficiência respiratória.

## Trabalhos

### Televisão
| Ano  | Título                        | Personagem                     | Notas                                  |
| ---- | ----------------------------- | ------------------------------ | -------------------------------------- |
| 1978 | Ciranda Cirandinha            |                                | (episódio: "Sonhou, tá Sonhado")       |
| 1979 | Malu Mulher                   | Dorothy                        |                                        |
| 1982 | Sol de Verão                  | Madalena                       |                                        |
| 1982 | Chico Anysio Show             | Tiele                          |                                        |
| 1984 | Corpo a Corpo                 | Virgínia Cantanhede            |                                        |
| 1986 | Cambalacho                    | Cibele Sampaio                 |                                        |
| 1991 | Estados Anysios de Chico City |                                |                                        |
| 1991 | Você Decide                   |                                | (episódio: "A Cantada")                |
| 2001 | Brava Gente                   | Mãe de Marcilene               | (episódio: "A História do Passarinho") |
| 2002 | Desejos de Mulher             | Iracema                        |                                        |
| 2005 | A Diarista                    | Passageira do ônibus           | (episódio: "Aquele do Paraguai pt 1")  |
| 2005 | Alma Gêmea                    | Bruxa                          | Participação especial                  |
| 2007 | Sítio do Picapau Amarelo      | Velha Firinfiféia              |                                        |
| 2008 | Faça Sua História             | Sra. que apresenta o novo táxi | (episódio: "Cabritada mal sucedida")   |
| 2008 | Negócio da China              | Tia Saudade                    |                                        |

### No Cinema
| Ano  | Título                     | Papel                    |
| ---- | -------------------------- | ------------------------ |
| 2009 | Elvis & Madona             | Jura                     |
| 2008 | A Guerra dos Rocha         | Leila                    |
| 2000 | Eu Não Conhecia Tururú     | Prudência Soares Barbosa |
| 1989 | O Grande Mentecapto        | Mulher do governador     |
| 1987 | Romance da Empregada       | Amiga de Fausta          |
| 1986 | Vento Sul                  | —                        |
| 1986 | Com Licença, Eu Vou à Luta | Teresa                   |
| 1985 | Areias Escaldantes         | Mulher no banco          |
| 1984 | Bete Balanço               | —                        |